# U.S. Route 311
La U.S. Route 311 (US 311) est une US Route auxiliaire de la US 11 parcourant 62 mi (100 km) depuis Winston-Salem, Caroline du Nord jusqu'aux environs de Danville, Virginie. Selon la convention de numérotation des US Routes, la US 311 est une route auxiliaire de la US 11. Cependant, à l'exception d'une courte période après la création de la route, celle-ci n'a jamais été reliée à sa route-mère.

## Description du tracé

### Caroline du Nord
La US 311 débute au centre-ville de Winston-Salem à la jonction avec la US 52. Elle se dirige vers le nord-est jusqu'à Walkertown et vers le nord jusqu'à Walnut Grove. Là, elle bifurque vers le nord-est jusqu'à Madison où elle forme un court multiplex avec la US 220. Elle poursuit son trajet vers le nord-est et contourne Eden. Au nord-est d'Eden, elle atteint la frontière de la Virginie.
Avant 2019, la US 311 prenait fin à Randleman. Son tracé était celui de la nouvelle I-74 construite entre Winston-Salem et Randleman.

### Virginie
La US 311 entre en Virginie à l'ouest de Danville. Elle se dirige vers le nord-est et, au nord-ouest de Danville, prend fin à la jonction avec la US 58 Bus., tout près du tracé principal de la US 58.

## Intersections majeures
Caroline du Nord
 US 52 à Winston-Salem
 I-74 à Winston-Salem
 US 220 à Madison. Les routes forment un multiplex jusqu'au nord-est de Madison.
Virginie
 US 58 / US 58 Bus. près de Danville